# 海軍砲術学校
海軍砲術学校（かいぐんほうじゅつがっこう、英語: Gunnery School）は、大日本帝国海軍の砲術指揮官・技官を養成する機関のことである。初級士官を養成する普通科（少尉対象、海軍水雷学校普通科と合わせて1年間必修）、砲術専門士官を養成する高等科（大尉・少佐対象、半年から1年程度）、兵科・機関科の予備士官を養成する練習科（予備少尉候補者たる高等商船学校生徒（海軍予備生徒）対象、半年）、下士官を養成する予科を設置し、海軍将校として必要な対艦・対空・対地砲術の技能、陸戦の操練術、火薬・銃砲の開発研究などを教育する。

## 概要
1893年に士官に対する砲術教育の場として「砲術練習所」を設置したのが嚆矢である。1907年に従来の砲術練習所・水雷術練習所をそれぞれ砲術学校・水雷学校に改変すると同時に、少尉に対する普通科教育を実施した。山本五十六や嶋田繁太郎ら兵学校第32期卒業生が最初の対象者である。学生は半年交代で砲術学校普通科と水雷学校普通科を必修するものとした。
同時に、砲術専攻を目指す大尉から少佐級の中堅士官に対しては高等科を設置。軍艦で砲術長を務める士官が志願または推薦で入門した。海軍大学校甲種学生に匹敵する待遇を受けられるとあって、大学校に入学できなかったハンモックナンバー下位の砲術経験者がステップアップを図るために入学を希望した。
砲術学校の教育は、従来の対艦砲術・対地砲術に加え、時代に応じて陸戦術や対空砲術、さらには銃砲の企画開発などに分化した。
砲術学校の卒業生の多くが、軍艦砲術長や戦艦副砲長、海兵団幹部を経験し、やがて軍艦艦長・海兵団長・戦隊司令官・艦隊司令長官へと昇格した。日本海海戦の立役者として知られる安保清種大将や、地中海の船団護衛に尽力した佐藤皐蔵中将など、のちに教官として砲術指導にあたったのみならず、多くの教官が陸軍大学校から招聘されて重砲兵養成にも参画している。

また、砲術学校卒業後に教官を務める者も続出した。中には安東昌喬中将や山本五十六元帥、加来止男少将のように、偵察・観測・爆撃の効果を買って航空機に転出した教官や、相馬信四郎少将や波多野貞夫中将のように火薬製造術を研究する技官となった教官もいる。日華事変や大東亜戦争（太平洋戦争、第二次世界大戦）では陸戦も頻繁に行われ、沖縄を防衛した大田実中将や中国大陸各地で陸戦隊を統率した宮田義一中将などの陸戦のエキスパートも学生・教官として砲術学校に学んだ。
その他、予備少尉に任官予定の高等商船学校4年次在校中の海軍予備生徒に対しても、軍事実習学と称して初級士官として必要な教育を6ヶ月行った。
海軍砲術学校で行われた特異な教育の中に、「初任軍医科・薬剤科士官」教育がある。現役の海軍軍医は、任官と同時に、大学卒は「軍医中尉・薬剤中尉」専門学校卒は「軍医少尉・薬剤少尉」に補せられる。しかし階級はあっても、なんの軍事教育もなされていないために、数ヶ月間、砲術学校において基礎教練や「軍人としてのしつけ教育」を受けるのである。その後に、海軍軍医学校に入校して医学教育を実施された。
1941年に館山砲術学校（以下「館砲」）が併設されたが、館山校では陸戦隊の操練術を主とし、対空砲の操作術も習得させた。一方、従来の横須賀校では、艦載兵装の操作術を担当した。また、軍機だったため、一般には知られていないが、館砲では、細菌などの生物兵器や毒ガスなどの化学兵器に関する教育や訓練が行われた海軍唯一の養成機関だった。教育対象者は、主に薬学や歯学、理工系から来た学生達で、化学兵器では全国から極秘で集められた約150名によって特殊部隊が編成され、実際に細菌戦などの実践訓練を平砂浦海岸で行われていたという。証言者の話によるとある薄暗い早朝に平砂浦海岸で、防毒服やマスク、手足のつけねまである手袋と長靴を履いた完全防護の元で訓練が行われ、海岸沿いにさらし粉と得体の知れない液体を順次撒いたという。教官達の話によると「敵が上陸する前にまけば、一週間は（菌が）生きていて、それが口から入れば猛烈な下痢を起こす」と説明したとされる。
ちなみに、1944年8月21日から翌年5月27日まで、高松宮宣仁親王が横須賀校の教頭を務めている。

戦後、跡地は進駐軍に接収され、在日米海軍横須賀ベースの一部となった。同時に辻堂演習場も接収され、在日米海軍辻堂演習場となったが、1959年（昭和34年）に返還された。なお館山砲術学校の跡地は館山市に払い下げられ、房南中学校が開校した。

## 沿革
- 1893年12月2日　砲術練習所を横須賀に設ける。コルベット「龍驤」を練習艦に指定。
- 1907年4月20日　海軍砲術学校に改編する。
- 1941年6月1日　館山に予備学生の陸戦教育のため「館山砲術学校」を増設。同時に従来の砲術校を「横須賀砲術学校」に改名。
- 1943年4月15日　予備学生教育のため「横須賀砲術学校長井分校」を設置。
- 1944年
  - 3月　伏見宮博恭王臨席の下で聯合卒業式が行われる（横須賀海軍砲術学校、館山海軍砲術学校、海軍水雷学校、海軍機雷学校、海軍航海学校、横須賀海軍通信学校、海軍工機学校、海軍工作学校および横須賀海軍航空隊の合同）[2]。
  - 4月1日　呉鎮守府第101特別陸戦隊（通称山岡部隊）の教育を開始。
- 1945年4月15日　練習生教育のため「横須賀砲術学校田栗分校」を設置。館山校を分校に縮小。
- 1945年10月15日　大東亜戦争終結により帝國陸海軍が解体されたため、閉校。

## 歴代砲術練習所長
- 日高壮之丞 大佐：1893年12月2日 -
- 佐藤鎮雄 予備役大佐：1894年7月20日 -
- 有栖川宮威仁親王 大佐：1895年7月25日 -
- 片岡七郎 大佐：1896年11月5日 -
- 尾本知道 大佐：1897年12月27日 -
- 伊藤常作 大佐：1898年5月14日 -
- 高桑勇 大佐：1899年9月29日 -
- 桜井規矩之左右 大佐：1900年11月1日 -
- 細谷資氏 大佐：1901年6月1日 -
- 松本有信 大佐：1902年4月22日 -
- （代理）奥宮衛 中佐：1903年6月25日 -
- 上原伸次郎 大佐：1903年9月26日 - 1903年11月21日
- （代理）奥宮衛 中佐：1903年11月21日 -
- 木村浩吉 中佐：1903年12月28日 -
- 成田勝郎 大佐：1904年11月22日 -

## 歴代（横須賀）砲術学校長
- 成田勝郎 少将：練習所長より留任 - 1907年8月10日
- 奥宮衛 大佐：1907年8月10日 - 1908年8月28日
- （兼）仙頭武央 大佐：1908年8月28日 - 11月20日
- 有馬良橘 大佐：1908年11月20日 - 1910年12月1日
- 荘司義基 少将：1910年12月1日 - 1911年9月21日
- 野間口兼雄 少将：1911年9月21日 - 1912年4月20日
- 江口麟六 少将：1912年4月20日 - 1913年12月1日
- 東郷吉太郎 少将：1913年12月1日 -
- 山路一善 少将：1914年12月1日 - 1916年12月1日
- 加藤寛治 少将：1916年12月1日 -
- 川原袈裟太郎 少将：1918年1月9日 -
- 堀内三郎 少将：1918年7月10日 -
- 佐藤皐蔵 少将：1919年9月10日 -
- 吉岡範策 中将：1921年12月1日 -
- 樺山可也 少将：1923年4月1日 -
- 兼坂隆 少将：1923年12月1日 - 1925年12月1日
- 高橋寿太郎 少将：1925年12月1日 - 1926年12月1日
- 大湊直太郎 少将：1926年12月1日 -
- 鹿江三郎 少将：1927年12月1日 - 1929年11月30日
- 大野寛 少将：1929年11月30日 -
- 原敬太郎 少将：1931年12月1日 -
- 宇野積蔵 少将：1934年11月15日 -
- 田畑啓義 少将：1935年3月1日 -
- 草鹿任一 少将：1936年12月1日 -
- 宮田義一 中将：1937年12月1日 -
- 大川内伝七 少将：1938年4月25日 -
- 入船直三郎 少将：1940年11月15日 -
- 宮田義一 予備役中将：1941年11月17日 -
- 入船直三郎 少将：1943年3月15日 -
- 小畑長左衛門 少将：1943年11月1日 - 1945年10月15日閉校

## 歴代館山砲術学校長
- 阿部孝壮 少将：1941年6月1日 -
- 鈴木新治 少将：1942年2月2日 -
- 松山光治 少将：1943年1月6日 -
- 阿部孝壮 中将：1943年12月27日 - 1945年4月25日分校に降格